# Flins-Neuve-Église
Flins-Neuve-Église – miejscowość i gmina we Francji, w regionie Île-de-France, w departamencie Yvelines.
Według danych na rok 1990 gminę zamieszkiwało 147 osób, a gęstość zaludnienia wynosiła 120 osób/km² (wśród 1287 gmin regionu Île-de-France Flins-Neuve-Église plasuje się na 1030. miejscu pod względem liczby ludności, natomiast pod względem powierzchni na miejscu 886.). 
W miejscowości tej mieszkał Wojciech Sikora (1956-2022) - działacz opozycji w PRL, kierownik Instytutu Literackiego, przebywający od 1981 na emigracji we Francji.